# Andreu Fortuny i Fàbrega
Andreu Fortuny i Fàbrega (Sant Martí de Provençals, 14 de juliol de 1835 - Barcelona, 23 de novembre de 1884) fou un violinista, compositor i director d'orquestra català.

## Biografia
Fou fill de Joan Fortuny i de Rosa Fàbrega. Va iniciar els seus estudis amb el professor Pau Serra i Bertran.
Fou un nen prodigi en l'execució del violí, presentant-se amb nou anys al Liceu Artístic i Literari de Madrid el 1846 i dos anys més tard al Gran Teatre del Liceu, en un concert del juny de 1848. Va dur a terme una llarga carrera de concertista, visitant escenaris de moltes poblacions espanyoles i algunes fora les fronteres espanyoles.
En setembre de 1882 es va anunciar per error en premsa la seva defunció. Va morir al seu domicili del carrer de la Unió de Barcelona dos anys després, quan treballava al Cafè del Segle XIX, a causa d'una pneumònia. Estava casat amb Anna Omenyà. El seu violí, un Platner, va ser posteriorment adquirit pel violinista basc establert a Barcelona Clemente Ibarguren Garicano (1850-1933), qui més tard fou mestre dels violinistes barcelonins Joan Manén i Planas i Francesc Costa i Carrera. Es va organitzar un concert a benefici de la viuda al Teatre Principal de Barcelona, que va comptar amb la participació, entre d'altres, dels pianistes Francesc Laporta, qui havia també treballat al Cafè del Segle XIX i Carles Gumersind Vidiella, la veu d'Emerenciana Wehrle, i la del violinista Clemente Ibarguren.
Va rebre la creu de l'Orde de Carles III, l'Orde de Crist de Portugal i la Legió d'Honor espanyola, entre altres distincions.
Hi ha molt poques dades d'aquest músic català el qual es distingí com a concertista, compositor i director d'orquestra.